# Alosa immaculata
Alosa immaculata es una especie de pez de la familia Clupeidae en el orden de los Clupeiformes.

## Morfología
Los machos pueden alcanzar 39 cm de longitud total.

## Subespecies
- Alosa pontica pontica (Mar Negro y sus afluentes)
- Alosa pontica kessleri (Mar Caspio)
- Alosa pontica volgensis (Mar Caspio)[5]

## Reproducción
Desova en los ríos (hasta 500 km o más de la desembocadura) desde mediados de mayo hasta mediados agosto. Los alevines bajan río abajo rápidamente pero permanecen en los deltas o estuario hasta la llegada del invierno.

## Alimentación
Come principalmente pececillos (Engraulis, Clupeonella, Sprattus) y, también, crustáceos (Crangon, Upogebia, Idothea y Gammaridae).

## Distribución geográfica
Se encuentra en el mar Negro, el mar de Azov, el mar Caspio y los ríos que desembocan (como el Danubio, el Don, etc.)

## Longevidad
Vive hasta los 7 años.